# Hildebrandhaus
Koordinaten: 48° 8′ 36,8″ N, 11° 35′ 56,2″ O

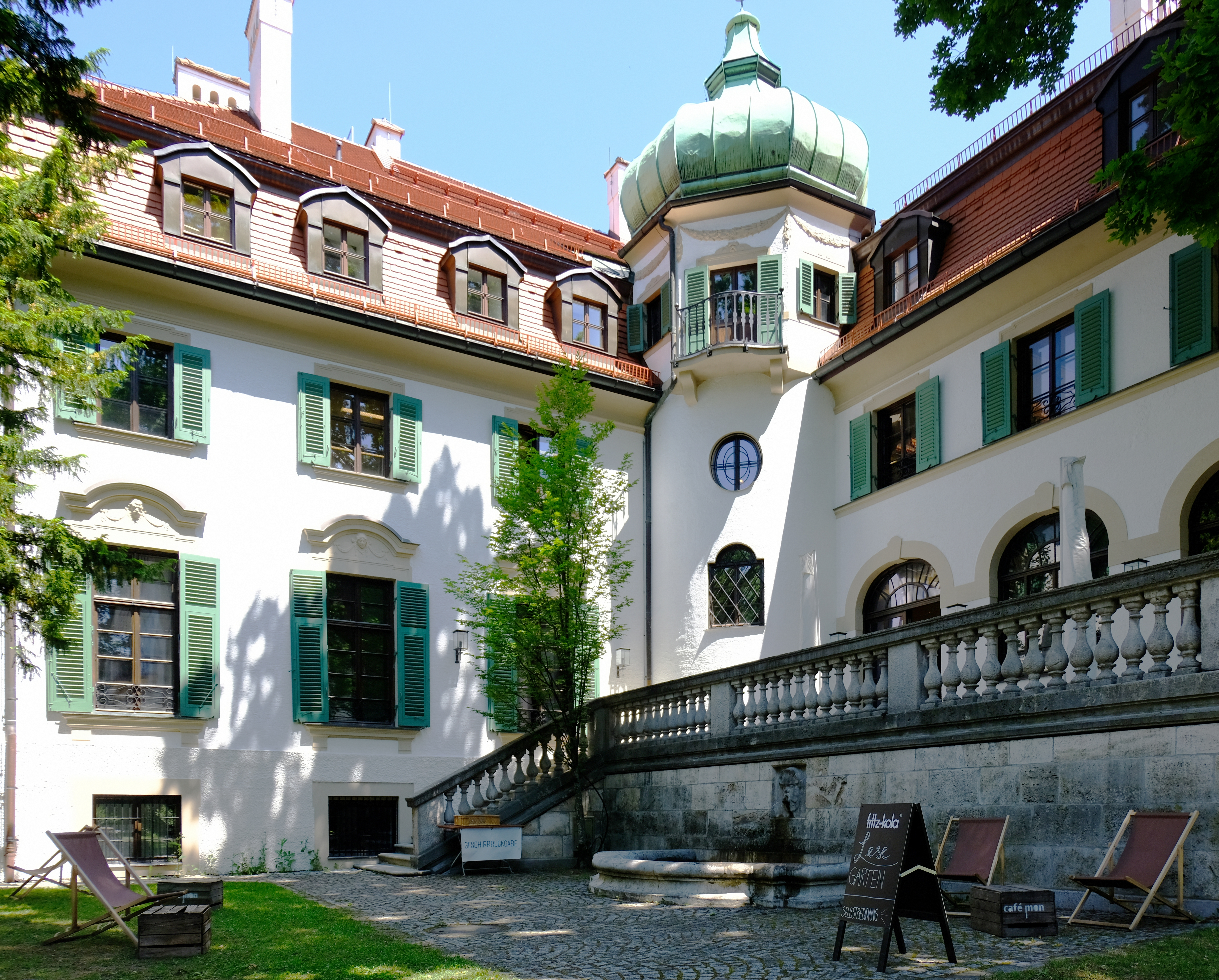
Das Hildebrandhaus von Südwesten, 2019

Selten gezeigte Nordfassade, beim Eingang Siebertstraße

Das Hildebrandhaus ist eine Künstlervilla im Münchner Stadtteil Bogenhausen, Maria-Theresia-Straße 23, die 1898 für den Bildhauer Adolf von Hildebrand nach dessen eigenen Plänen errichtet wurde und für ihn und seine Familie sowohl Wohnung als auch Ateliers bot. Das Haus im Heimatstil an den Maximiliansanlagen auf dem Hochufer der Isar wurde durch den Architekten und Bauunternehmer Gabriel von Seidl erbaut.
Es war bis 1934 im Eigentum der Familie von Hildebrand. Nach dem Verkauf wurde es 1941 arisiert. Nach dem Ende der NS-Zeit gehörte es der amerikanischen Militärregierung und anschließend der Evangelisch-Lutherischen Kirche in Bayern. Von 1967 bis zum Jahr 1974 war es Spekulationsobjekt und sollte abgerissen werden. Es wurde durch das Denkmalschutzrecht gerettet und saniert.
Seit 1977 beherbergt es das städtische Literaturarchiv Monacensia mit Bibliothek und Ausstellung. Von 2013 bis 2016 wurde es denkmalgerecht generalsaniert, dabei wurde durch den Architekten Lorenz Wallnöfer ein kleiner moderner Anbau aus Glas ergänzt. Das Gebäude ist seit 1973 in der bayerischen Denkmalliste verzeichnet.

## Architektur

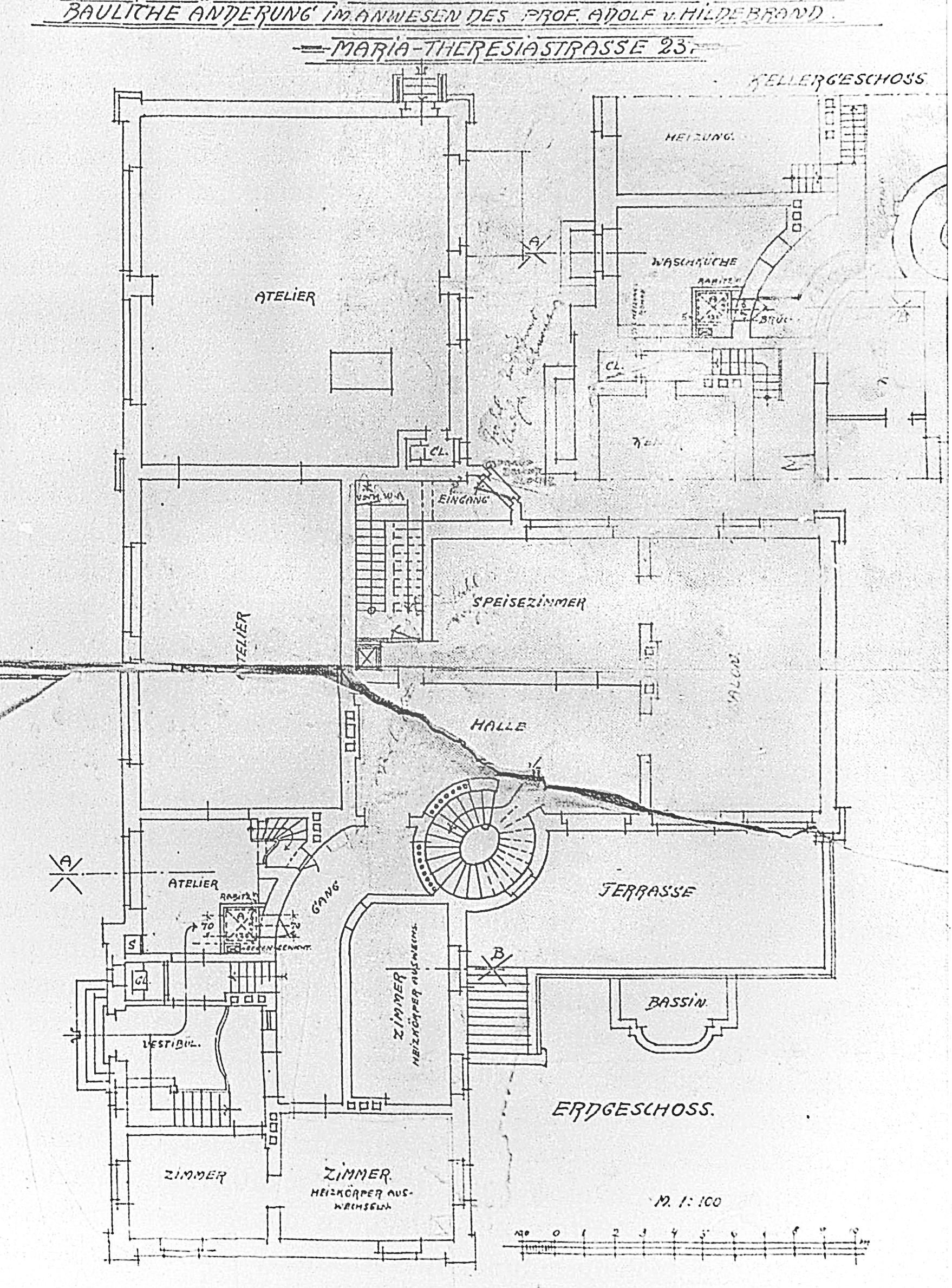
Bauplan mit Ergänzungen durch von Hildebrand, Erdgeschoss. Osten ist oben

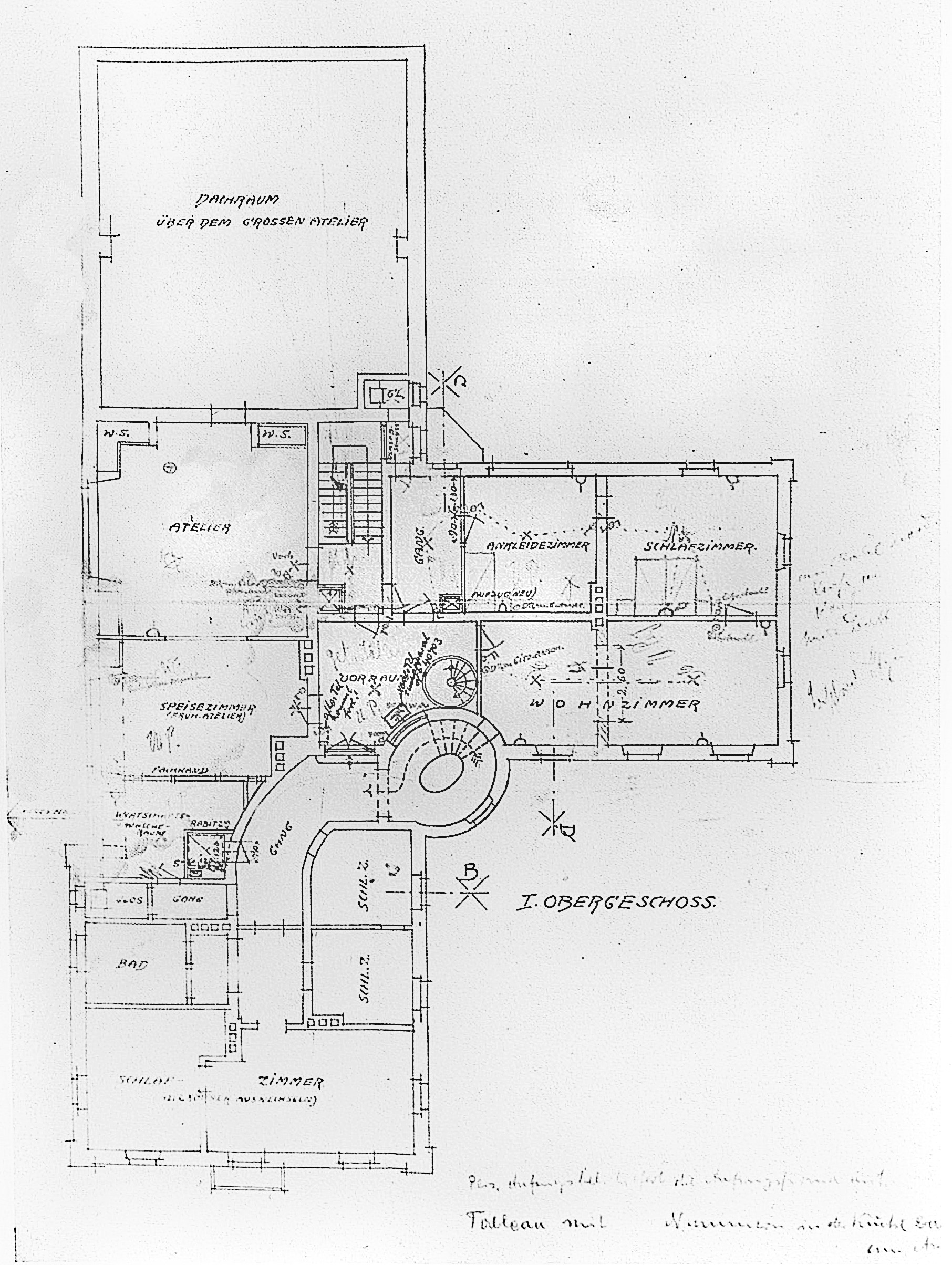
1. Obergeschoss

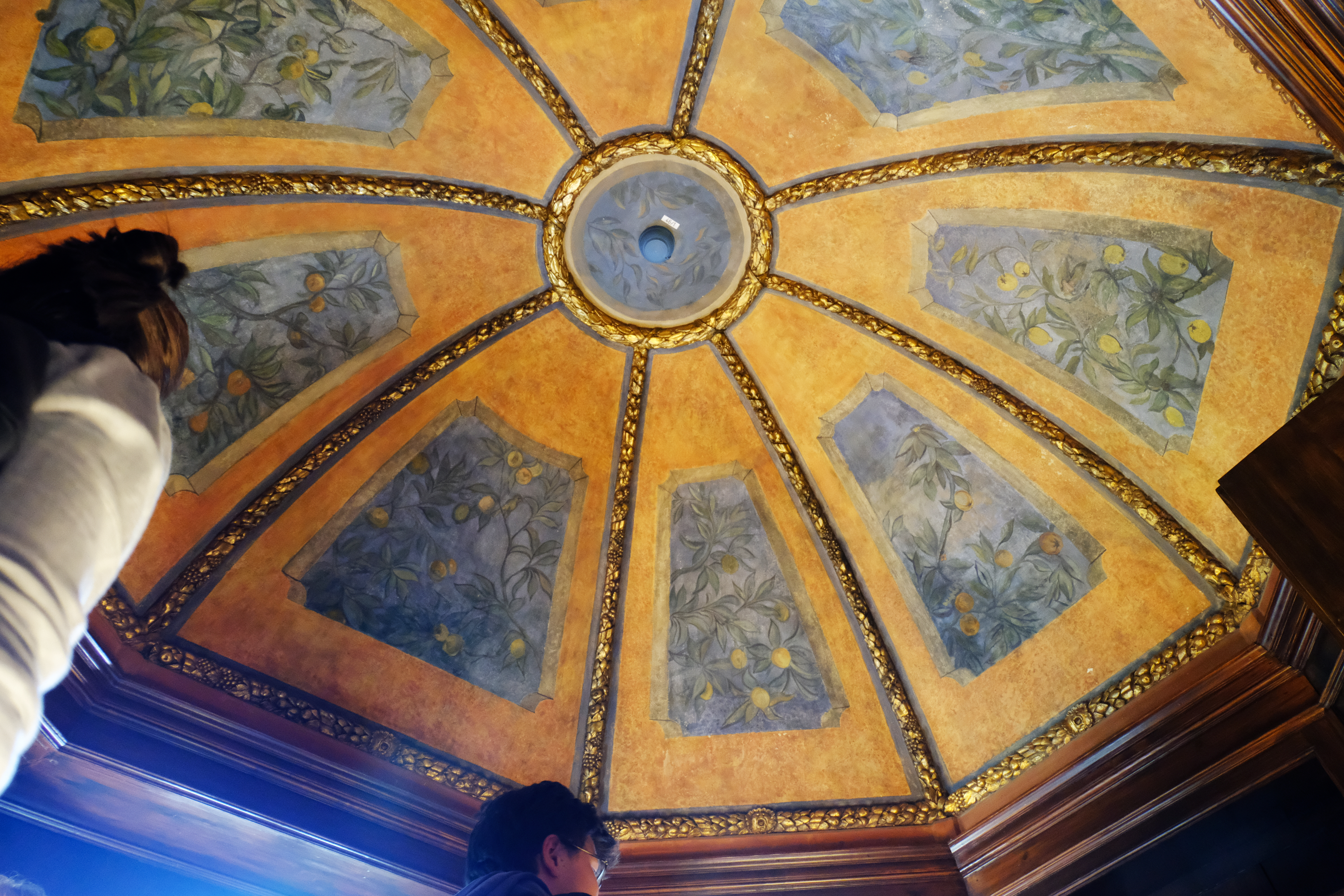
Das Turmzimmer

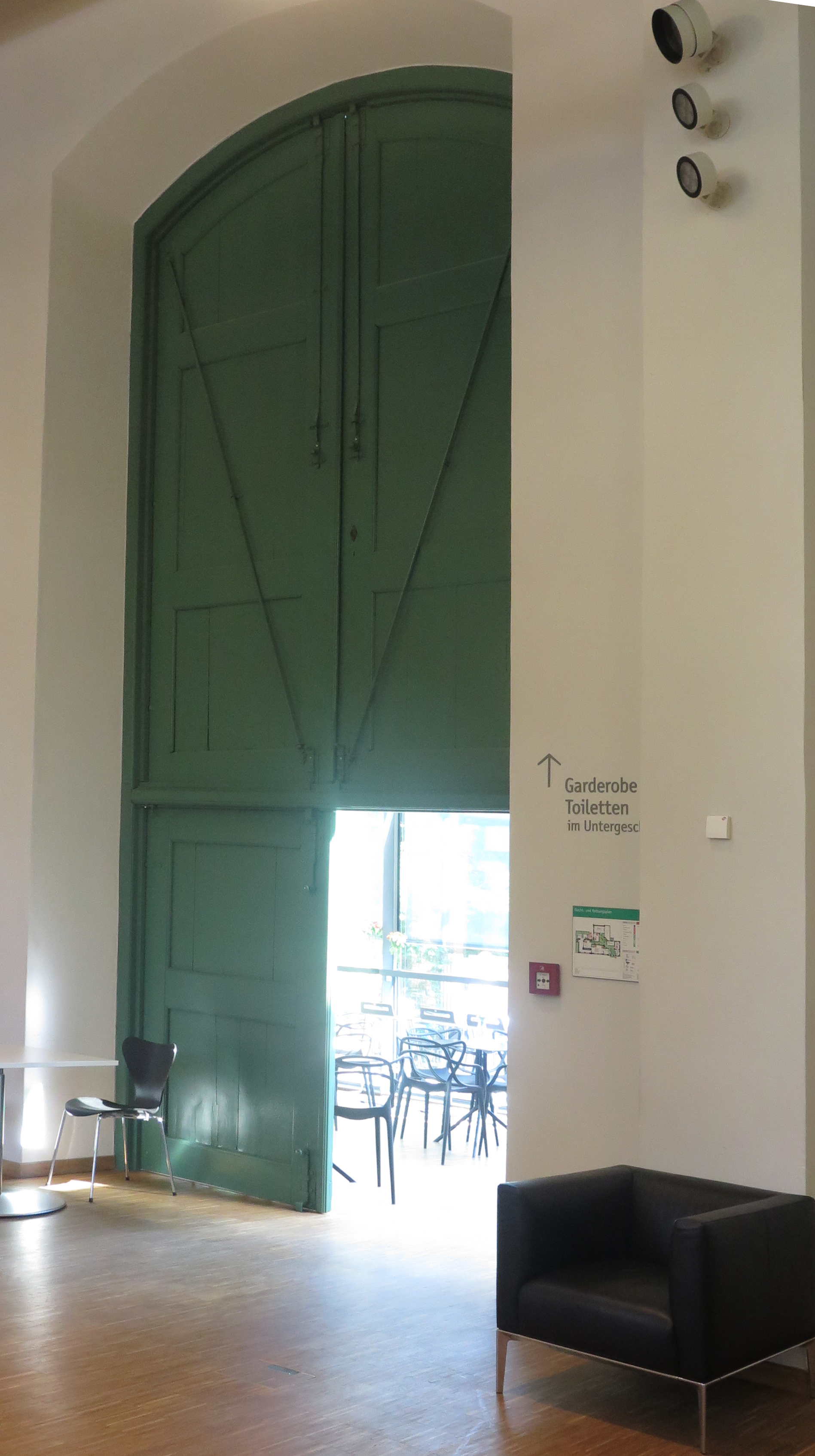
Das große Tor aus dem Atelier

Das Hildebrandhaus ist seit der Sanierung von 2013 bis 2016 wieder fast vollständig im Originalzustand. Von außen weicht nur der an den Ostflügel nach Süden vorgesetzte Glasanbau vom Erscheinungsbild der Bauzeit ab.
Der Grundriss zeigt drei Flügel in T-Form. Das Wohnhaus besteht aus einem Winkel nach Westen und Süden, ausgerichtet nach der Sonne und den Isaranlagen. Im Osten schließt sich der Ateliertrakt an. Das Wohnhaus weist zwei Hauptgeschosse und ein Dachgeschoss auf, letzteres hat die volle Raumhöhe und wirkt nur durch das Mansardwalmdach den anderen Stockwerken untergeordnet. Im Winkel des Wohnhauses steht, weitgehend in die Fassade eingezogen, das Türmchen mit leicht ovalem Querschnitt. Seine Zwiebelturmhaube ragt nur leicht über den First hinaus. Der Atelierflügel besteht äußerlich aus dem 12 × 12 Meter großen und 7,5 Meter hohen Hauptatelier mit einem einfachen Walmdach, ihm sind weitere Räume im Norden des Baukörpers zugeordnet.
Die Fassaden des Wohnbereichs sind aufgelockert durch Fensterbekrönungen in barockem Schwung, einen kleinen Balkon mit bauchigem Geländer und kontrastreichen Fensterläden. Ein Relief mit der Darstellung einer Nymphe aus der eigenen Hand von Hildebrands ist nach Westen ausgerichtet. Der Westseite des Südflügels ist eine Terrasse vorgelagert, zu ihr öffnen sich die Wohnräume in großzügigen Rundbögen. Neben der Terrassentreppe steht ein kleines Bassin mit einem Wandbrunnen. Die Dachlandschaft ist geprägt durch eine auffällig plastische Form des Mansarddaches. Das Dach des Mansardgeschosses ist durch eine Hohlkehle eingezogen, so dass es über dem Knick ausschwingend wirkt. Das Dach ist durch Gauben im Mansardgeschoss, Fledermausgauben im Spitzboden und Kamine, sowie der Turmhaube stark gegliedert. Die Fassade war ursprünglich gelblich verputzt, die Dekorelemente blieben weiß und die Lamellenfensterläden waren in einem dunklen Grün gehalten.
Der Eingang ist von der Nordseite, durch eine bescheidene Tür mit kleinem Vordach. Das Vestibül dahinter öffnet sich nach links zum Ateliertrakt, geradeaus geht es einige Stufen hinauf in den Wohnbereich. Der Wohntrakt wird durch einen Gang erschlossen, der sich in einer Kurve zu einer Halle wendet, zu der sich die Wendeltreppe im leicht ovalen Turm öffnet. Die Außenwand des Gangs ist durch eine tief gezogene Hohlkehle genauso plastisch ausgeprägt wie die als Rundbogen gestalteten Zugänge zum Turm. Um die Halle sind Speisezimmer, Salon und Terrasse angeordnet, von hier führt auch ein zweites, schmuckloses Treppenhaus im Osten zu den anderen Geschossen. In Gang und Halle werden heute Wechselausstellungen gezeigt, Speise- und Wohnraum dienen kleinen Veranstaltungen und Arbeitsgesprächen.
Im Obergeschoss lagen neben den Schlafräumen noch zwei kleinere Atelierräume, die von Hildebrand für seine Töchter Irene und Elisabeth einrichtete. Sie waren nach Norden ausgerichtet. Heute werden Zentrum und Südflügel für die Bibliothek der Monacensia genutzt, der Westflügel enthält Büro und Leseraum des Literaturarchivs. Im Dachgeschoss waren Kinderzimmer, Räume für Gäste und das Personal, heute sind hier Büros und ein Arbeitsraum für Wissenschaftler. Küche und Wirtschaftsräume lagen im Souterrain unter dem Südflügel. Das Turmzimmer in dessen Dachgeschoss mit einem winzigen Balkon nach Südwest nutzte von Hildebrand als seine Bibliothek, die Decke wurde von seinen Töchtern mit italienischen Pflanzenmotiven ausgemalt.
Der Ateliertrakt im Osten hat eine gegenüber dem Wohnhaus leicht eingezogene Nordwand, die durch große Fenster aufgebrochen und gegliedert wird. Dadurch vermeidet das Haus eine monumentale Front auf der Nordseite an der Siebertstraße. Er beginnt links vom Vestibül mit einem kleinen Raum, in dem von Hildebrand nur Büsten fertigte und dessen Südwand der Kurve des dahinter liegenden Ganges folgt. Hier zeigt die Monacensia heute eine kleine Ausstellung zur Geschichte des Hauses. Dahinter liegt von Hildebrands Haupt-Arbeitsraum, heute Ausstellung über Zeit und Kultur Adolf von Hildebrands mit Exponaten über die Dichter, Maler und Volkskünstler um die Wende zum 20. Jahrhunderts in München, die bei der Familie von Hildebrand ein und aus gingen. Von Hildebrand hatte hier große Regale mit Vorlagen und Modellen in Gips und gestaltete hier seine Werke. Der große Atelierraum im Osten mit siebeneinhalb Metern Raumhöhe und einem gewaltigen Tor zum Hof, diente überwiegend den Gehilfen und Assistenten von Hildebrands, die seine Entwürfe in Stein ausführten. Heute ist dies ein großzügiger Aufenthalts- und Leseraum für Besucher, zudem finden hier große Veranstaltungen statt wie Lesungen und Konzerte.
Das Haus wird als „offen und doch zurückhaltend“ beschrieben, vor allem im Vergleich zu anderen Villen, die sich Künstler in München errichten ließen. Franz von Lenbach und Franz von Stuck setzten mit Portikus und Ehrenhof am Lenbachhaus und gewaltigen Säulen und Friesen an der Villa Stuck auf Repräsentation. Dagegen blieb von Hildebrand in der Tradition der gerade zu „ländlich“ wirkenden konservativen Architektursprache eines „Barockschlösschens und Gutshofes“, eingebunden in den damaligen vorstädtischen Charakter des Viertels abseits der Hauptstraßen und die landschaftlich geprägte Lage an Hangkante und Isar.
Die ursprüngliche Einrichtung wurde vorwiegend von Irene von Hildebrand ausgewählt. Sie wird als „streng, fast spartanisch“ beschrieben. Frei stehende Möbel italienischen Stils in lichten, hellen Räumen. Keine prätentiösen Repräsentationsräume, sondern ein privates Wohnhaus für die Familie und Gäste. Gang und Salon hatte von Hildebrand mit Gemälden seines ehemaligen Freundes Hans von Marées geschmückt, die er als „große, reine Naturanschauung“ schätzte.

## Baugeschichte

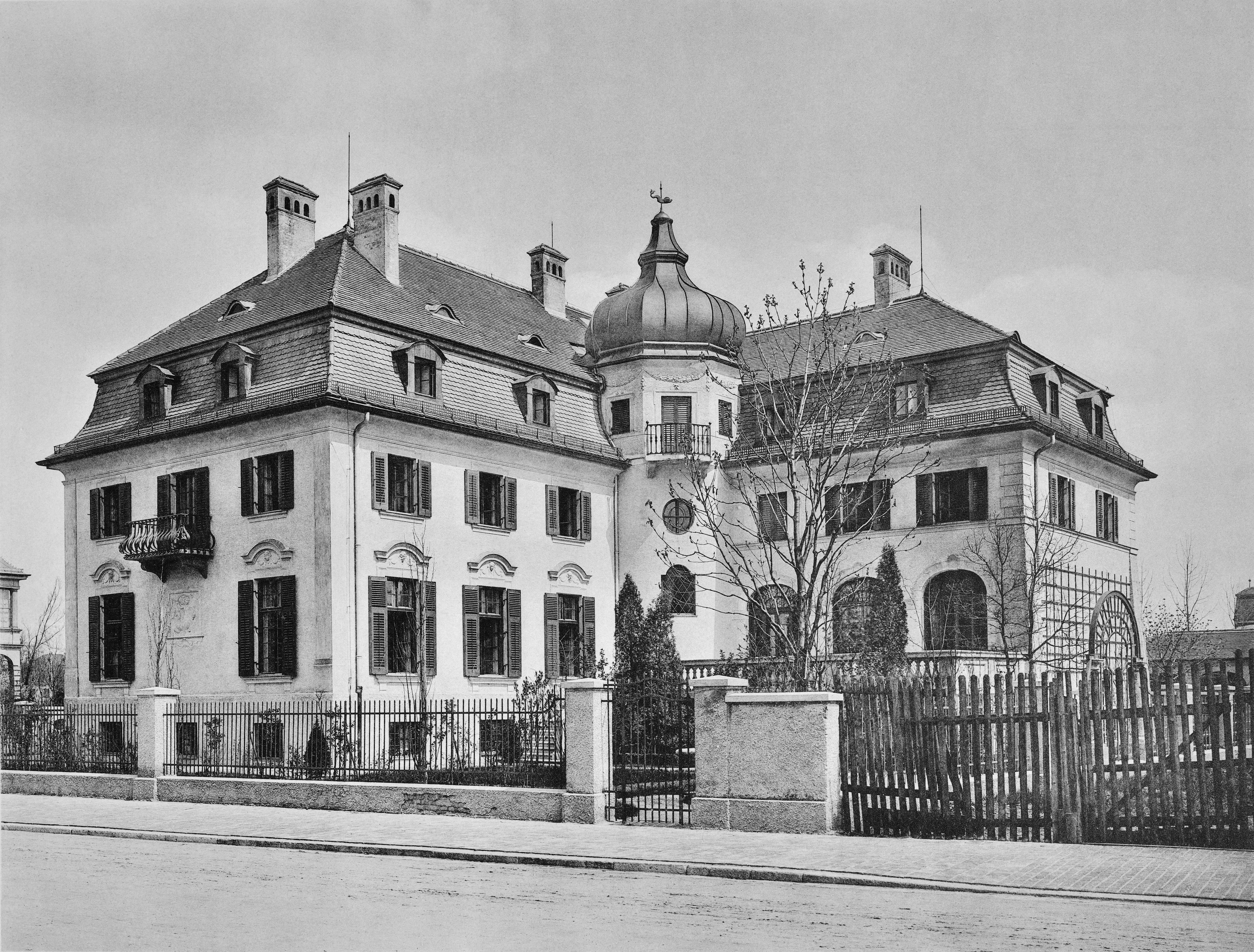
Das Hildebrandhaus nach der Fertigstellung. Foto um 1900.

Der Bildhauer Adolf von Hildebrand lebte und arbeitete seit 1874 in Florenz, wo er das ehemalige Kloster San Francesco di Paola als Atelier- und Wohnhaus hergerichtet hatte. Er war aber fast ausschließlich für deutsche Auftraggeber tätig. Nachdem er sich 1888 am Architektenwettbewerb für das Denkmal für Kaiser Wilhelm I. in Berlin beteiligt hatte, wurde er 1889 in die Jury des Wettbewerbs berufen, die über einen Brunnen am Münchner Lenbachplatz entscheiden sollte. Das Projekt war als Abschluss der ersten Wasserversorgung Münchens vorgesehen und es waren nur Münchner Künstler zugelassen. Als die Jury den Eindruck gewann, dass keiner der eingereichten Entwürfe der architektonischen und zugleich der skulpturalen Aufgabe gerecht wurde, legte Hildebrand die Arbeit in der Jury nieder um sich selbst am Wettbewerb zu beteiligen. Trotz der Proteste Münchner Künstler gewann sein Entwurf für den Wittelsbacher Brunnen, nachdem er die Bereitschaft erklärt hatte, sich in München niederzulassen.
Nach der Fertigstellung des Brunnens 1895 wurde Hildebrand gefeiert und er beschloss nicht zuletzt wegen seines 1897 bevorstehenden 50. Geburtstages, für sich und seine Familie ein Haus in München zu errichten. Das Künstlerhaus war seit der späten Renaissance zu einem eigenständigen Bautypus herangereift. Bildende Künstler, vor allem Maler und Bildhauer, suchten nicht nur zweckmäßige Arbeitsbedingungen in für ihre Bedürfnisse errichteten Ateliers, sie drückten auch ihre schöpferische Persönlichkeit aus, das Haus „wurde zur Demonstration einer Idee, zur programmatischen Sichtbarmachung der künstlerischen Erfahrung und Existenz“. In Deutschland schuf erst die Gründerzeit die Voraussetzungen für die Verbreitung dieser Gebäudeform. Vor der Reichseinigung 1871 hatten die „beengenden Verhältnisse“, der „Partikularismus seiner Teilstaaten“ und der „Irrationalismus der politisch einflusslosen, bürgerlichen Intelligenz“ dessen Ausprägung verzögert. Die Selbstinszenierung und Repräsentation des Künstlers durch die Gestaltung des eigenen Hauses gilt als spezifisch für München in dieser Zeit.
Von Hildebrand erbat und erhielt von der Stadt München eine Unterstützung von 15.000 Mark für den Hausbau in Anerkennung der Leistung am Wittelsbacherbrunnen und um „einen hervorragenden Künstler München zu erhalten“. Daraus erwarb er ein Baugrundstück in prominenter Lage. Das frühere Bauerndorf Bogenhausen war 1892 nach München eingemeindet und in den Folgejahren erschlossen worden. Es sollte zum vornehmsten Villenviertel der Stadt werden.
Die Maria-Theresia-Straße konnte nur einseitig im Osten bebaut werden. Im Westen lagen die Maximiliansanlagen, direkt an der Hangkante der Isarterrasse. Adolf von Hildebrand sicherte sich 1895 eines der Grundstücke mit unverbaubarem Blick auf die Parkanlagen am Fluss. Das Grundstück Maria-Theresia-Straße 23 hatte 2179 Quadratmeter und kostete 76.611 Mark. Die Lage an der Ecke Siebertstraße garantierte, dass die für das Atelier notwendige Nordseite nicht durch eine Nachbarbebauung verschattet werden könnte.
Seitdem er sich mit einem Umzug nach München befasste und Jahre vor der Auswahl eines Bauplatzes, skizzierte von Hildebrand diverse Entwürfe für ein Wohn- und Atelierhaus. Im Laufe seines Lebens plante oder errichtete von Hildebrand insgesamt acht Gebäude und hinterließ in seinen gesammelten Schriften auch architekturtheoretische Texte sowie autobiographische Werke, in denen er seine Herangehensweise erklärte. Von Hildebrand hatte kunsttheoretische und -pädagogische Ansprüche, lehnte aber die akademische Kunsttheorie entschieden ab. Nur seinen Freund und Mäzen Konrad Fiedler und den ihm persönlich verbundene Heinrich Wölfflin ließ er gelten.
Er begann mit den Anforderungen für den Bau: Ein „großes, von Norden belichtetes Bildhaueratelier, verbunden mit einem geräumigen Wohnhaus, die sich beide dem Charakter des Villenviertels im Strahlungsbereich von Prinzregentenstraße und Friedensengel einzufügen hatten.“
In den Skizzen für Bogenhausen kristallisierten sich früh Grundelemente heraus: Der Grundriss in T-Form, das Mansardwalmdach und der Turm. Auch architektonische Einzelteile sind hier schon angelegt, wie die Rundbogenfenster zur Terrasse, in denen er die Form der Renaissance-Loggia von San Francesco di Paola in Florenz übernahm. Als Bildhauer schuf von Hildebrand in einem frühen Entwurfsstadium ein dreidimensionales Modell aus Ton, das er mehrfach überarbeitete und immer detaillierter ausführte. Aus den erhaltenen Entwürfen ist erkennbar, wie von Hildebrand von den Proportionen her dachte. Anordnung und Gliederung der Baukörper standen im Zentrum des eminent plastischen Entwurfs. Dabei nahm er in besonderer Weise die Situation des Bauplatzes auf, Blickachsen entlang der Straße wurden zu Richtungen, die Rhythmik der Baukörper und ihre Stufung sollten ein „weittragendste[s] Gegenstandsbild“ schaffen. Durch die T-Form werden die erstaunlich großen Baumassen kaschiert und in den Villencharakter, entsprechend dem Viertel aufgelöst.
Seine Skizzen und das Modell überführte das Büro des mit von Hildebrand befreundeten Architekten und Baumeister Gabriel von Seidl in exakten Baupläne. Von Seidls Büro übernahm auch die Bauleitung. Der Bau begann 1897 und wurde im Folgejahr vollendet. Die technische Ausstattung war die modernste der Zeit. Das Haus verfügte über Elektrizität in jedem Raum und einen Telefonanschluss. Das Atelier hatte Schienen im Boden und einen Flaschenzug unter der Decke.
1911 wurde es behutsam umgebaut, als von Hildebrands Schwiegersohn Carlo Sattler eine abgeschlossene Wohnung für Irene von Hildebrand und ihren Mann Theodor Georgii in den ersten Stock und das Dachgeschoss einbaute. Dabei wurde das Atelier für Elisabeth von Hildebrand aufgelöst und in ein Speisezimmer mit Wirtschaftsraum für die verbleibende Wohnung August und Elisabeth von Hildebrand umgebaut.
In der Zeit des Nationalsozialismus erfolgten viele kleine, unkoordinierte Ein- und Umbauten, um für die ständig wachsende Zahl der Bewohner zumindest rudimentäre Sanitäranlagen bereitzustellen.
In der Nachkriegszeit verfiel das Haus weitgehend. Erst nach der Enteignung 1974 durch den Freistaats Bayern und die folgende Schenkung an die Stadt München wurde eine Renovierung begonnen. Dabei wurden die Räume bis 1977 für die Nutzung durch das Literaturarchiv Monacensia umgebaut. Die Baumaßnahmen wurden von Denkmalpfleger Enno Burmeister koordiniert, der besonders die Dimensionen der Atelierräume für erhaltens- und wiederherstellenswert hielt. Fast alle Ausstattungselemente konnten erhalten werden, Fensterläden und weitere Holzteile mussten zum Teil neu gefertigt werden. Mehrere schmiedeeiserne Gitter waren verloren und mussten nach Fotos rekonstruiert werden. Der ursprüngliche Kamin im ehemaligen Wohnzimmer war verloren, stattdessen wurde ein zeitlich passender eingebaut. Einige weitere Änderungen waren der neuen Nutzung oder dem Feuerschutz geschuldet.
Von 2013 bis 2016 wurde das Hildebrandhaus denkmalgerecht generalsaniert. Seither sind Innen- und Außenwände wieder in den originalen Farbtönen gehalten. Im Interesse der Barrierefreiheit wurden Aufzüge zu allen für Benutzer des Archivs zugänglichen Räume eingebaut. Im Südosten wurde dem großen Atelierraum durch den Architekten Lorenz Wallnöfer ein kleiner moderner Anbau aus Glas vorgelagert. Darin ist heute das Museumscafe untergebracht.

## Die Bewohner bis 1934

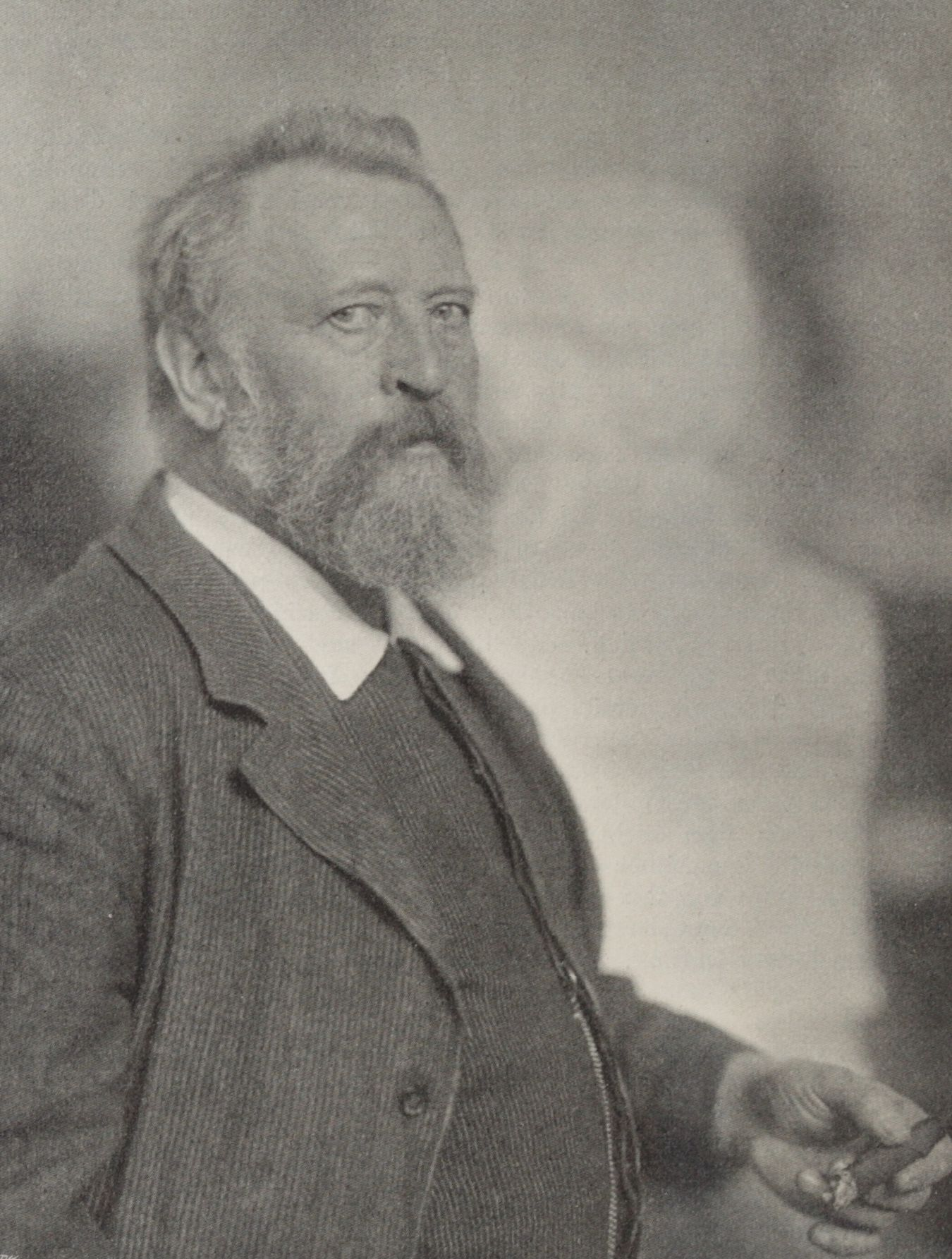
Adolf von Hildebrand, 1912

Das Haus der Familie Hildebrand stand voll im Zeichen der Kunst. Adolf war der Patriarch, an dessen Tagesrhythmus sich das Leben im Haus anpassen musste. Er selbst spielte nebenbei mit Begeisterung aber nur begrenzter Technik Bratsche. Fast alle der sechs Kinder waren künstlerisch tätig und bekamen zum Teil im Laufe der Zeit eigene Ateliers im Haus eingerichtet. Irene Hildebrand wurde selbst Bildhauerin, Elisabeth malte, Silvia schrieb Theaterstücke, Eva und Berta wurden Musikerinnen, Berta komponierte zudem schon als Kind und heiratete später den Komponisten und Pianisten Walter Braunfels. Nur Sohn Dietrich von Hildebrand wurde Philosoph. Zu den regelmäßigen Gästen gehörte der junge Wilhelm Furtwängler. Die Kinder wurden trotz Schulpflicht ausschließlich durch Hauslehrer erzogen, die mit der Familie im Sommer über Monate nach Florenz gingen.
Der Vormittag war im Hause Hildebrand der eigenen Schöpfung gewidmet. Zum Mittagessen waren fast täglich Gäste geladen. Am Nachmittag ging die Familie häufig und zusammen aus. Man besuchte Museen und Konzerte. Oder man war bei Honoratioren und Auftraggebern geladen. Von Hildebrand war eng mit dem Haus Wittelsbach befreundet; vor allem mit Prinzregent Luitpold und Kronprinz Rupprecht. Künstler wie Rudolf von Seitz und Hans Thoma gehörten zum Freundeskreis, so auch die Schriftstellerinnen Annette Kolb und Isolde Kurz. Aber auch der Generalmusikdirektor Hermann Levi, die Berliner Museumsdirektoren Richard Schöne und Wilhelm von Bode und die Industriellenfamilien Werner und Arnold von Siemens, Zander und Helmholtz aus München, Borsig aus Berlin und Philosoph Götz Martius aus Kiel waren regelmäßig zu Gast. Mit dem Kunsthistoriker Heinrich Wölfflin, dem Philosophen Hans Cornelius, dem Reformpädagogen Georg Kerschensteiner und dem Architekten Theodor Fischer arbeitete er zusammen zu Kunstbetrachtung und Kunsterziehung. Das Haus an der Maria-Theresia-Straße war ein Mittelpunkt der künstlerischen und großbürgerlichen Gesellschaft im München der Prinzregentenzeit.
1910 erlitt von Hildebrand einen Schlaganfall und konnte nicht mehr selbst mit dem schweren Marmor arbeiten. Er fertigt ab da nur noch Gipsmodelle, nach denen seine Assistenten die eigentlichen Werke ausführen. Nach dem Tod Adolf von Hildebrands 1921 ging das Haus an seinen Sohn Dietrich von Hildebrand, Philosophie-Professor an der Ludwig-Maximilians-Universität und seine Tochter Irene Georgii. Dietrich musste 1933 nach der Ernennung Hitlers zum Reichskanzler nach Florenz flüchten und ging später über Wien, die Schweiz und Frankreich in die USA. Irene erhielt 1936 Berufsverbot als Bildhauerin, nachdem sie und Theodor Georgii von 1935 bis 1938 nach Wien gegangen waren. Das Haus wurde 1934 verkauft, einige Familienmitglieder bleiben aber darin wohnen.

## 1934 bis 1941
Das Haus war 1934 an Elisabeth Braun verkauft worden. Braun war ganz bewusst zum evangelischen Glauben übergetreten, galt aber ab 1935 nach den Nürnberger Rassegesetzen als Volljüdin. Zunächst zog nur ihre Stiefmutter Rosa Braun in die Wohnung im ersten Stock ein. Das Atelier und eine kleine Wohnung im Südflügel des Dachgeschosses war zusammen mit dem Verkauf für sieben Jahre an Theodor Georgii und seine Frau Irene, geborene Hildebrand, vermietet worden. Im 1. Stock mietete 1934 der Pianist Wolfgang Ruoff eines der Ateliers und Wohnräume. Von Januar 1936 bis Mitte 1937 lebte auch der Geiger Wilhelm Stross im Haus.
Ab Januar 1937 nahm Elisabeth Braun im Hildebrandhaus Bekannte auf, die alle nach den NS-Gesetzen als Nichtarier geführt wurden. Im November 1938 musste die Eigentümerin ihren Hauptwohnsitz am Tegernsee verlassen und zog selbst in die Maria-Theresia-Straße ein. Als im Sommer 1941 das Haus zwangsgeräumt und die nicht-arischen Bewohner interniert wurden, hatte Elisabeth Braun 15 Menschen im Haus Obdach geboten.

## 1941 bis 1945

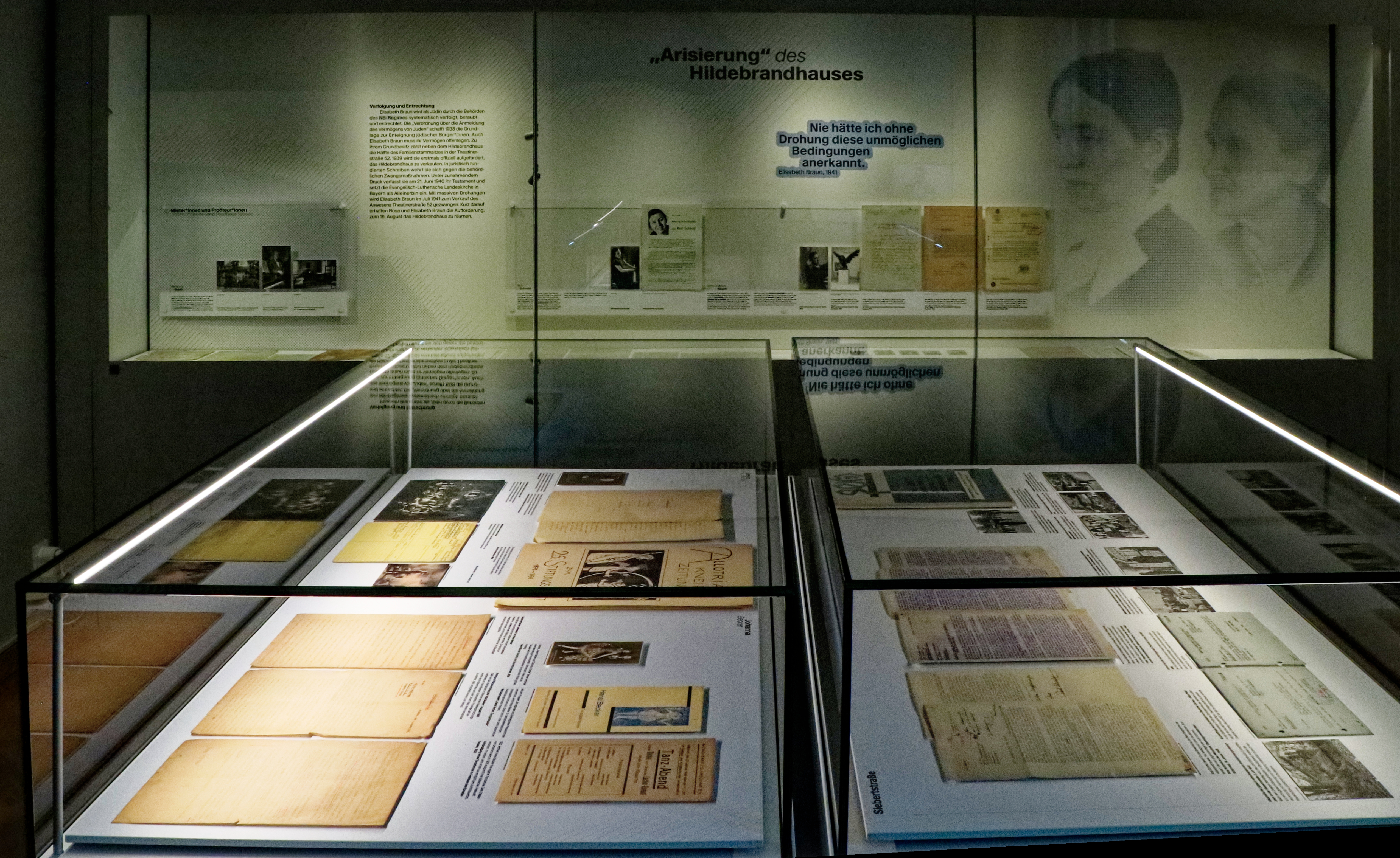
„Arisierung“ des Hildebrandhauses, dokumentiert in der Dauerausstellung der Monacensia

Am 16. August 1941 organisierte die über 70-jährige Rosa Braun den Umzug aus dem Hildebrandhaus in das Sammellager Berg am Laim für Münchner Juden. Ihre Tochter Elisabeth Braun saß zu diesem Zeitpunkt aus heute unbekanntem Grund in der Justizvollzugsanstalt München im Gefängnis. Auch die anderen nichtarischen Bewohnerinnen und Bewohner des Hildebrandhauses mussten es nach und nach verlassen. Sie zogen teilweise ebenfalls in die „Heimanlage“, andere wurden im Judenlager Milbertshofen interniert. Ende 1941 wohnten keine „nicht-arischen“ Menschen mehr im Hildebrandhaus. Das Haus gehörte jedoch pro forma noch Elisabeth Braun, bis ihr gesamtes Vermögen im Oktober 1941 arisiert und durch das Deutsche Reich eingezogen wurde.
Elisabeth und Rosa Braun wurden kurze Zeit später deportiert und ermordet. Elisabeth Braun kam am 25. November 1941 bei der Massenerschießung im KZ Kauen, heute Litauen, ums Leben. Rosa Braun starb 1945 im KZ Theresienstadt. Auch von den anderen „nicht-arischen“ Bewohnerinnen und Bewohnern überlebte niemand den Holocaust.
Noch während Rosa Braun den Auszug aus dem Hildebrandhaus organisieren musste, wurde die Wohnung der Brauns am 14. August 1941 von der Münchner Pianistin und Musikpädagogin Rosl Schmid, ihrem Mann Ernst Schmidt und der gemeinsamen Tochter bezogen. Ob Rosl Schmid schon beim Einzug über die Vorgeschichte ihrer neuen Wohnung Bescheid wusste, ist unbekannt. Sie wird sie jedoch spätestens von den anderen künstlerisch tätigen Mietern erfahren haben. In den letzten Kriegsjahren zog Schmid aufs Land, um den Bombenangriffen auf München zu entgehen. In dieser Zeit wurde die Wohnung und ein Zimmer im Dachgeschoss für die Unterbringung von „Fliegergeschädigten“ genutzt.
Außer Schmid wohnten im Hildebrandhaus zu dieser Zeit Theodor Georgii, Bildhauer und Schwiegersohn von Adolf von Hildebrand mit seiner Familie, der Pianist Wolfgang Ruoff, sowie die Bildhauer Ernst Geiger (seit 1939) und Ernst Andreas Rauch (seit 1938). Letzterer schloss 1941 einen Untermietvertrag mit dem Bildhauer und Freskenmaler Wilhelm Nida-Rümelin, der das große Atelier nutzte, aber nicht im Hildebrandhaus lebte.

## 1945 bis 1948
Nach Kriegsende, am 28. Dezember 1945, wurde das Haus von der UNRRA beschlagnahmt. Wie viele andere „arisierte“ Gebäude sollte es seinen rechtmäßigen Eigentümern zurückgegeben werden, in der Zwischenzeit jedoch von Behörden genutzt oder Verfolgten des NS-Regimes zur Verfügung gestellt werden. Noch am selben Abend begannen die Hausbewohner und deren Familienangehörige gegen die Beschlagnahme vorzugehen. Sie beschwerten sich bei hochrangigen Persönlichkeiten und organisierten beim Bayerischen Landesamt für Denkmalpflege eine Bestätigung für den kulturellen Wert des Hauses. Trotz Hilfestellungen seitens des Kommissars für rassisch Verfolgte, Hermann Aumer, und des bayerischen Innenministers, Josef Seifried, gab es am 30. Dezember 1945 einen weiteren Versuch einer jüdischen Hilfsorganisation, das Haus zu beschlagnahmen. Die Hausbewohner hatten jedoch bei den amerikanischen Besatzern erwirkt, dass sie „Off Limits“-Schilder an den Eingangstüren anbringen durften und konnten die Interessenten so abwehren. Auch einen weiteren Versuch im Februar 1946, das Haus zu beschlagnahmen, konnte Georgiis Schwiegersohn Franz Treppesch abwenden, indem er sich an den bayerischen Ministerpräsidenten Wilhelm Hoegner wandte. Treppesch sagte außerdem aus, dass Dietrich von Hildebrand, der mittlerweile US-amerikanischer Staatsbürger war, Anspruch auf das Haus anmelden wolle. Diese Aussage scheint ausschlaggebend dafür gewesen zu sein, dass die Behörden von einer Beschlagnahme absahen.

Nachdem Wilhelm Nida-Rümelin sich 1945 das Leben genommen hatte, bezog sein Sohn Rolf das große Atelier und wohnte zusammen mit seiner Frau Margret und den Kindern Martine und Julian im Hildebrandhaus. Das Ehepaar lud zu Diskussionen über verschiedenste kulturelle Themen ins Hildebrandhaus ein. Bald fanden auch Seminare der Akademie der bildenden Künste im Haus statt, und Wolfgang Ruoff unterrichtete dort einen Teil seiner Schüler. Weitere Bewohner waren weiterhin Theodor Georgii, Rosl Schmid und der Bildhauer Martin Mayer. Dies alles führte dazu, dass das Hildebrandhaus wieder zu einem Ort der Begegnung für Münchner Künstlerinnen und Künstler wurde. An diese Zeit erinnert sich Julian Nida-Rümelin:
Im Haus werkten zwei alte Herren: im oberen Stock in einem kleineren Atelier ein Künstler, dessen Name ich als „Herr Fritz“ in Erinnerung habe, meist in kurzen Lederhosen, sowie Theodor Georgii (1883–1963), ein baumlanger ernster Bildhauer und Schwiegersohn Adolf von Hildebrands, der als sein wichtigster Schüler gilt. Später kam der damals noch junge Künstler Martin Mayer (1931–2022) als unmittelbarer Ateliernachbar meines Vaters hinzu. Ich erinnere mich an Silvie Treppesch, eine Nenntante unserer Familie, Tochter von Georgii, erzkatholisch wie auch der während der NS-Zeit in die USA emigrierte Sohn Dietrich von Hildebrand (1889–1977). Der phänomenologische Philosoph hatte die Künstlervilla nach dem Tod seines Vaters 1921 zu einem Zentrum katholischer und philosophischer Intellektualität gemacht.

Häufig waren die Klavierübungen der Pianistin Rosl Schmid (1911–1978) zu hören, eine energische Dame, die bei Problemen regelmäßig zu meinem Vater eilte, der den Ruf hatte, alles Handwerkliche oder Technische im Haus rasch in Ordnung bringen zu können. Ich erinnere eine alleinstehende Dame mit einer Tochter mit Trisomie, die mit uns regelmäßig spielte, an die Familie Fickenscher, die die schönste Wohnung im Hildebrandhaus mit der großen Terrasse und dem Garten zu den Isaranlagen bewohnte, in der ich in der kurzen und wenig erfolgreichen Zeit meines Spinetunterrichts am Flügel üben dufte, der in unserer Wohnung auch in der Schrumpfform eines Klaviers keinen Platz gehabt hätte, auch an die Musikerfamilie Ruoff.
1946 übernahm das Bayerische Landesamt für Vermögensverwaltung und Wiedergutmachung das Hildebrandhaus, Treuhänder wurde Oberfinanzpräsident Alexander Prugger.
Nachdem Rosa und Elisabeth Braun 1947 bzw. 1948 offiziell für tot erklärt worden waren, wurde das Testament von Elisabeth Braun beim Amtsgericht München eröffnet. Als Alleinerbin wurde die Evangelisch-Lutherische Kirche festgestellt.

## 1948 bis 1973
Die evangelische Kirche ließ die bisherigen Mieter, darunter die Künstler im Haus. Eine eigene Nutzung hat das Landeskirchenamt nie entwickelt. 1965 entschloss sie sich zum Verkauf des Hildebrandhauses. Als Gründe werden genannt, dass der erhoffte Verkaufserlös für den Kauf von Wohnungen für Kirchenmitarbeiter und ein Gebäude als neuen Sitz des Landeskirchenrats verwendet werden sollte. Drei Interessenten hatten sehr unterschiedliche Pläne für das Hildebrandhaus. Hans Joachim Ziersch wollte das Haus wegen seiner künstlerischen Vergangenheit erhalten und als Kulturzentrum oder als Sozialeinrichtung für Kinder nutzen. Gleichzeitig rettete er mit dem Stuck-Jugendstil-Verein die nahegelegene Villa Stuck. Das Kultusministerium bot an, das Gebäude zu kaufen oder gegen ein Grundstück zu tauschen, an dem die Kirche ein Interesse hatte. Der dritte Interessent war der Immobilienunternehmer Edgar Heckelmann von der Deutschen Wohnbau (DEBA). Er erklärte im Rahmen der Verkaufsverhandlungen, dass er die Villa erhalten wollte und bot der Kirche an, Studentenwohnungen für Theologiestudenten darin einzurichten.
Nach dem Zuschlag an Heckelmann im Jahr 1967 für 650.000 DM entschloss sich dieser für den Abriss. Sein Architekt Ernst Maria Lang hatte Hausschwamm und Mauersalpeter im Gebäude gefunden und Heckelmann hielt eine Sanierung für nicht angemessen. Lang erklärte, das Hildebrandhaus stelle „keinen lebendigen Beitrag zur Erhaltung des Gedächtnisses an Hildebrand“ mehr dar. Der Bauausschuss der Stadt München lehnte Anfang 1969 einen Abriss ab, woraufhin die DEBA das Gebäude für 1,6 Millionen DM im Sommer 1969 an den Immobilienzweig der Augsburger Messerschmitt AG weiterverkaufte.
Gegen den Abriss erhoben sich Proteste von Denkmalschützern und Kunsthistorikern, auch die Mitglieder der Familie Hildebrand setzten sich für den Erhalt ein. Nicht zuletzt die noch im Haus verbliebenen Künstler mobilisierten Politik und Öffentlichkeit. Anfang 1970 erhob die inzwischen in Raulino Treuhand umfirmierte Messerschmitt AG Klage auf Erteilung einer Abrissgenehmigung. Erstaunlicherweise beteiligte sich Edgar Heckelmann jetzt in einer Koalition aus Denkmalschützern als „Verein zur Erhaltung des Hildebrandhauses“, die von ihm zusammen mit Hans Joachim Ziersch und dem Hildebrand-Enkel Wolfgang Braunfels geführt wurde. Sie wollten das Gebäude mit eigenem Geld und Mitteln aus der Kulturförderung erwerben. Heckelmann räumte seine Mitschuld an der Situation ein und wollte umfangreiche Mittel zum Rückkauf des Hauses bereitstellen.

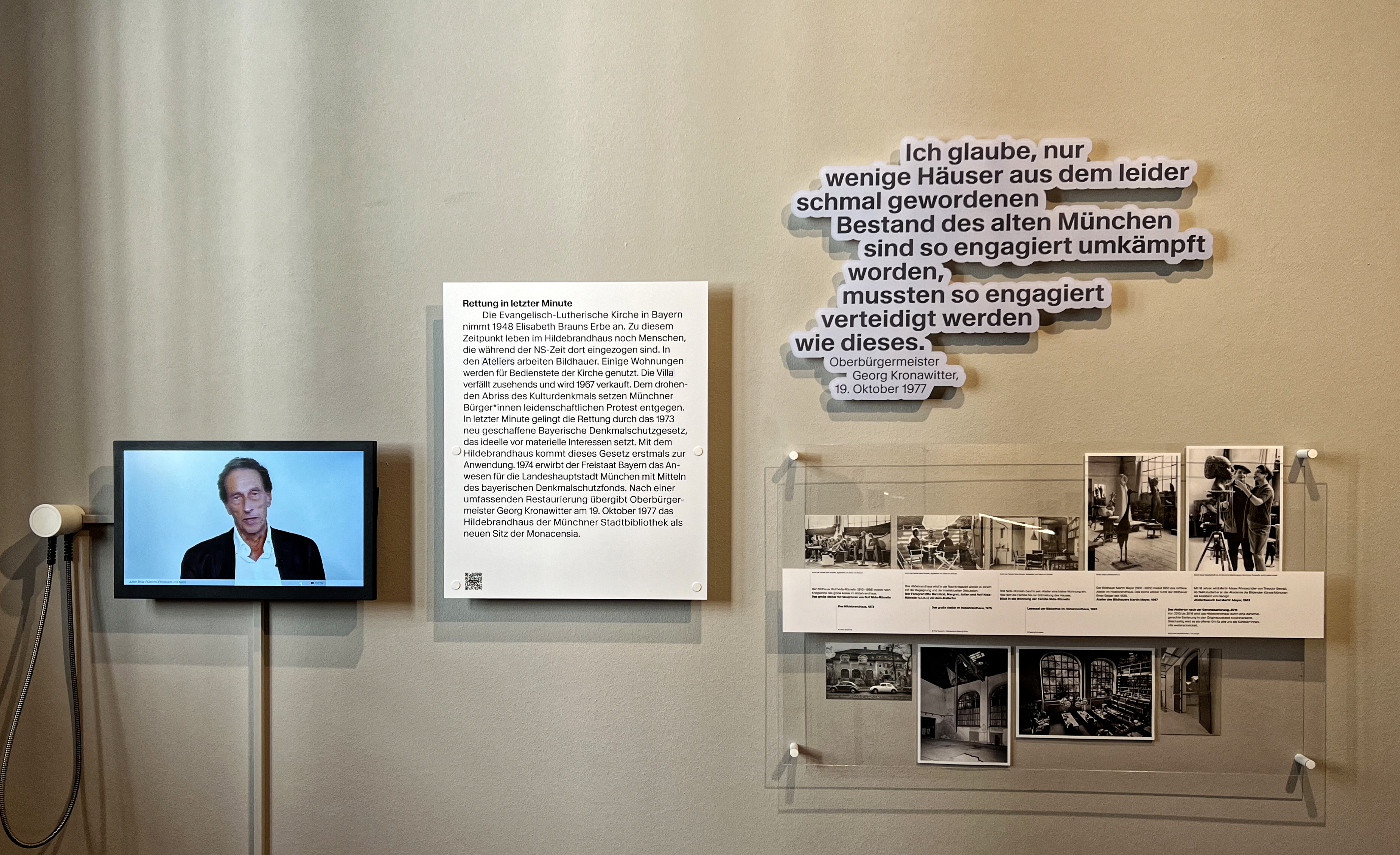
Rettung des Hildebrandhauses, dokumentiert in der Dauerausstellung der Monacensia, 2024

Die Gerichte entschieden in erster und zweiter Instanz für den Eigentümer Raulino Treuhand, ein Denkmalschutzgesetz gab es noch nicht. Da berief sich die Stadt München auf Initiative des städtischen Rechtsrats Walter Grasser auf das NS-Gesetz über die Enteignung aus Gründen des Gemeinwohls, das 1933 erlassen und 1945 nicht aufgehoben worden war. Gemeinwohl war im Gesetz nicht näher definiert, so dass die Stadt sich darauf berief, dass entsprechend einem inzwischen gewandelten öffentlichen Bewusstsein inzwischen Denkmalschutz darunter fallen würde. Julian Nida-Rümelin spricht im Rückblick von der Vielzahl an Bürgern, Journalisten und Politikern sowie den verbliebenen Bewohnern des Hauses, die sich gemeinsam für den Erhalt einsetzten. Auch Heckelmann ließ seine Kontakte zur CSU spielen und im Juli 1971 beschloss die Bayerische Staatsregierung entsprechend dem Gesetz die Enteignung. Eine dagegen gerichtete Klage der Raulino Treuhand wies der Bayerische Verwaltungsgerichtshof im November 1971 ab. Raulino plante, gegen die Entscheidung in Revision vor dem Bundesverwaltungsgericht zu gehen. In kürzester Zeit verabschiedete deshalb der nur wenige 100 m vom Hildebrandhaus entfernte Bayerische Landtag ein seit langem diskutiertes und eigentlich noch nicht zu Ende beratenes Bayerisches Denkmalschutzgesetz, das am 1. Oktober 1973 in Kraft trat. Das Hildebrandhaus war das erste Gebäude, auf das das neue Gesetz angewandt wurde. In der Zwischenzeit war einerseits das Gebäude mangels Unterhaltsmaßnahmen weiter verfallen, andererseits stiegen die Grundstückspreise in Bogenhausen enorm an. Als Entschädigung der Eigentümer bezahlte der bayerische Denkmalfonds schließlich 2,5 Millionen DM, weit mehr als ein Ankauf einige Jahre früher gekostet hätte. Der Freistaat übertrug das Gebäude anschließend am 31. Juli 1974 der Stadt München für die kulturelle Nutzung.
Die evangelische Landeskirche in Bayern war im Nachhinein mit ihrer Rolle in den Verfahren nicht zufrieden. Sie entschloss sich, den Erlös aus dem Verkauf nicht in Münchner Immobilien einzusetzen, sondern einen „Sonderfond Elisabeth Braun“ zu schaffen. Daraus werden Begegnungen von Christen und Juden sowie ein Altenheim im israelischen Haifa gefördert.

## Monacensia
Nach einer Renovierung von 1974 bis 1977 für knapp 2,5 Mio. DM eröffnete das Münchner Literaturarchiv Monacensia am 19. Oktober 1977 im Hildebrandhaus. Das große Atelier war der Lesesaal, im kleinen Atelier standen die Kataloge. Im Zuge der Planungen für das Münchner Kulturzentrum Gasteig, das 1984/85 eröffnet wurde, stellte sich die Frage, ob die Monacensia in die neue, nur einige hundert Meter entfernte, Zentrale der Münchner Stadtbibliothek umziehen solle. Das Hildebrandhaus hätte dann Ateliers für bildende Künstler und Wohnraum für Stipendiaten bieten können. Dazu kam es nicht, die Monacensia blieb im Hildebrandhaus.
Eine weitere Sanierung fand 2013 bis 2016 statt. Seitdem steht das große Atelier für Veranstaltungen zur Verfügung, in den beiden kleinen Ateliers werden Ausstellungen über die Geschichte des Hauses und die Zeit von Adolf von Hildebrand gezeigt. Die Räume im ersten Stock sind Bibliothek und Archiv, unter dem Dach befinden sich Büros und ein Arbeitsraum für Wissenschaftler. Die Archivbestände sind weitgehend im Keller untergebracht, als Buchmagazin dienen die Keller des Gasteigs.

## Literatur

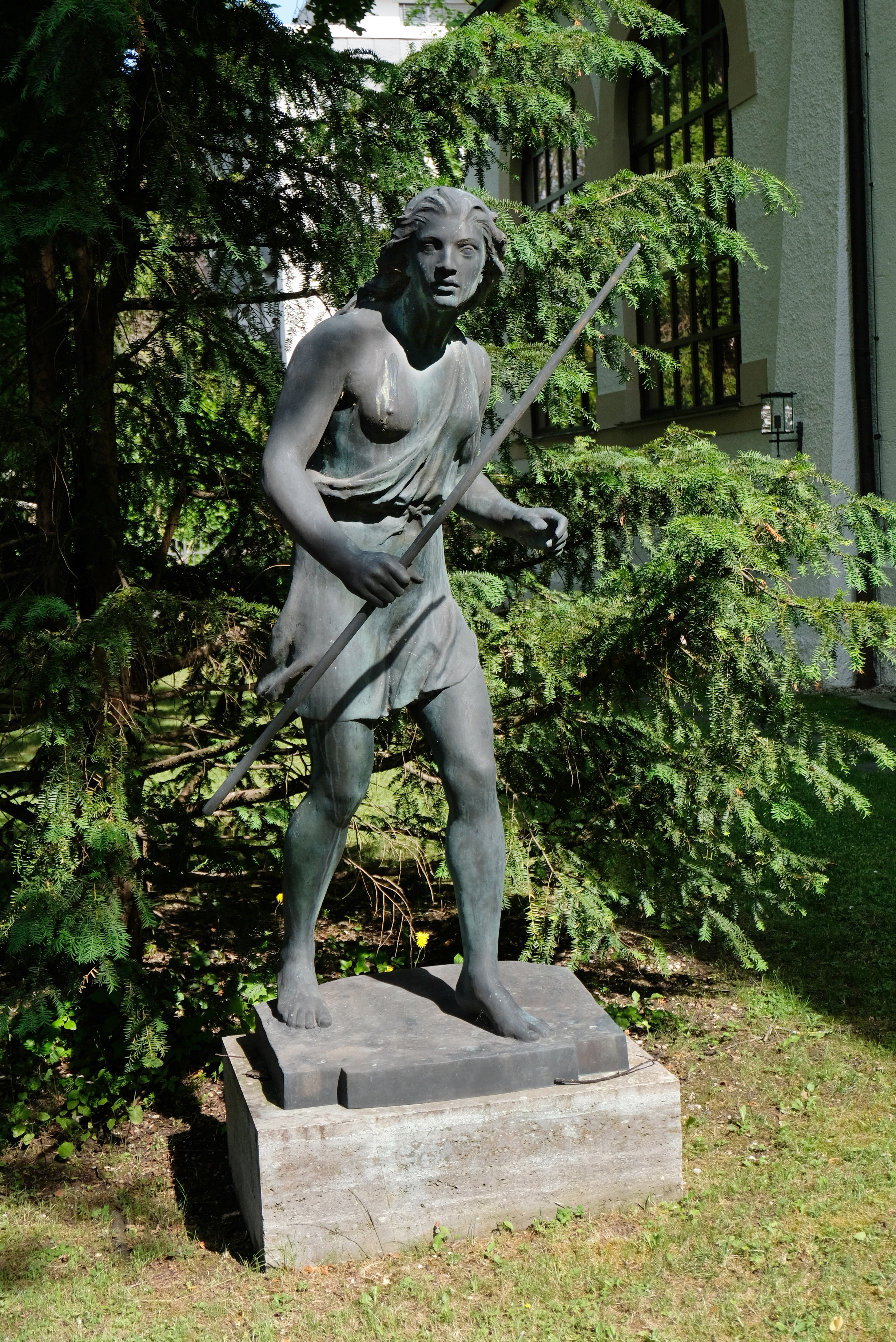
Bronzefigur „Junge Jägerin“ von Adolf von Hildebrand im Garten des Hildebrandhauses